# Reserva natural de Qurm
La Reserva Natural de Qurm es una reserva natural nacional de la gobernación de Mascate, Omán. Situada en la costa del Golfo de Omán, la reserva protege un bosque de manglares y el humedal circundante en un pequeño estuario dentro del área urbana de Qurm. Creada en 1975, la reserva ha sido designada zona importante para las aves desde 1994 y sitio Ramsar protegido desde 2013.

## Características
La Reserva Natural de Qurm es un humedal costero reserva natural en la zona urbana de Qurm, en Bawshar Provincia, Gobernación de Mascate, en el noreste de Omán. Tanto la ciudad como la reserva deben su nombre a un término local que designa a los manglares grises (القرم, al-qurm) que dominan el ecosistema de la costa.  Creada en 1975 por decreto del Sultán Qaboos bin Said, la reserva protege un área de aproximadamente 172 hectáreas (425 acre) alrededor del estuario y antiguo delta del Wadi Aday, entre la costa del Golfo de Omán y el pie de las Montañas Hajar. La reserva fue reconocida como Área Importante para las Aves en 1994; 106,8 hectáreas (263,9 acre) de la parte baja de la reserva fueron designados como sitio Ramsar protegido el 19 de abril de 2013.
Hacia el sudeste de la costa hacia el interior, la reserva incluye una zona de playa que se eleva hasta las dunas costeras, que separan la playa de una zona de sabkha intermareal cortada por canales de marea y barrancos. Cuesta arriba se extiende una llanura aluvial de arena y grava depositada por el uadi, que termina en afloramientos kársticos al noreste y al sur. Dentro de la llanura mareal, el agua dulce de varios uadi y el flujo de aguas subterráneas se mezclan con el agua salada que entra a través de dos canales mareales principales para formar un entorno polihalino que sustenta un alto nivel de biodiversidad. La región presenta el clima desértico cálido característico de Omán, con veranos calurosos y más evaporación que precipitaciones.

## Flora y fauna
Las dunas costeras más exteriores albergan gramíneas Halopyrum mucronatum, que pasan a Sphaerocoma hookeri en las partes menos salinas de las dunas interiores y a Suaeda fruticosa, Cistanche phelypaea, y Suaeda vermiculata en las zonas más salinas. Las hondonadas protegidas entre las dunas presentan comunidades de Lotus garcinii, Cyperus conglomeratus, y Heliotropium ramosissimum. En los canales de marea, barrancos y otras zonas bajas que se inundan con la marea alta, el mangle gris (Avicennia marina) forma densos bosques de manglares. Los suelos húmedos, arenosos y salinos de las llanuras de sabkha, justo por encima de la marea alta, presentan Suaeda aegyptiaca, S. fruticosa, Cressa cretica, Aeluropus lagopoides, Halopeplis perfoliata, Arthrocaulon macrostachyum, Tetraena qatarensis, y otras halófitas.
La llanura aluvial moderadamente drenada por encima del sabkha alberga vegetación boscosa dispersa, con árboles Vachellia tortilis, Prosopis cineraria, Ziziphus spina-christi y Vachellia flava, así como arbustos Lycium shawii y Bassia muricata.  Las colinas pedregosas del sur y el noreste presentan árboles y arbustos similares a los de la llanura aluvial, junto con árboles de Euphorbia larica, Commiphora myrrha, Grewia tenax y Ochradenus arabicus, arbustos de Cleome brachycarpa, Cometes surattensis, Leucas inflata, Plocama hymenostephana, Seddera latifolia, y Vernonia arabica, y gramíneas de Cenchrus pennisetiformis. El extremo oriental de la reserva incluye una arboleda abandonada de Phoenix dactylifera palmeras datileras que se han entremezclado con la vegetación silvestre.
Las especies de animales acuáticos que se encuentran en el humedal incluyen una variedad de cangrejos, como Gelasimus vocans, Austrua lactea, y Gelasimus tetragonon en los manglares; Scylla serrata, Portunus pelagicus, Callinectes sapidens, Thalamita sp. , y Grapsus tenuicrustatus en los canales de manglares; y Ashtoret lunaris y Ocypode saratan en los canales de marea y en la playa. Entre los moluscos destacan las ostras con capucha, que crecen en las raíces aéreas de los manglares, y las ballenas gigantes de manglar, que viven en el fango entre los manglares. En el humedal viven muchas especies de peces de aleta, sobre todo carpa diente de Arabia, perca tigre, gobio y barbo plateado común, mientras que la reserva proporciona una zona de alimentación y hábitat de cría para otras especies como salmonete, pargo patudo, sábalo, carángidos y besugo, así como especies de camarón de importancia comercial.  Las hojas desprendidas de los manglares alimentan a varios detritívoros marinos.
Un estudio encontró casi doscientas especies de aves en la reserva, como chorlitejo patinegro, gaviota cabecinegra, charrán patinegro, gaviota del Caspio, correlimos común, aguja colirroja, cormorán de Socotra, flamenco grande, estornino pinto, vuelvepiedras y gaviota de pico fino. La fauna terrestre incluye el zorro rojo árabe y el jerbo de Baluchistán; se cree que las tortugas marinas visitaban la zona hasta el reciente aumento del desarrollo humano.

## Valor de conservación
La Reserva Natural de Qurm protege uno de los mayores manglares de la ecorregión del Golfo de Omán, un bioma que sustenta una gran variedad de fauna marina, terrestre y aviar. Plancton y detritus de la reserva son transportados al mar por las mareas, proporcionando materia prima a los ecosistemas marinos de las aguas costeras adyacentes. Esta inyección de nutrientes aumenta la productividad marina, apoyando indirectamente a las poblaciones de especies de peces de importancia comercial. Omán forma parte de la ruta migratoria de Asia Central y la India para aves migratorias, y la reserva, al igual que otros estuarios, constituye un lugar de paso donde las aves acuáticas pueden descansar y alimentarse durante sus migraciones.  El bosque de manglares también contribuye a la estabilización de la costa frente a tormentas tropicales, y mejora la calidad del agua al retener y filtrar la escorrentía de las tormentas.
Estudios arqueológicos han encontrado evidencias de la presencia de humanos de la Edad de Piedra en lo que hoy es la reserva hace ya 6000 años, recolectando estacionalmente ostras y buccinos de los manglares.